# Tulio Vesprini
Tulio Domenico Pasquale Vesprini (* 20. Januar 1885 in Turin; † 24. Februar 1951 in Mailand) war ein italienischer Autorennfahrer.

## Karriere
Tulio Vesprini startete in seiner Karriere einmal beim 24-Stunden-Rennen von Le Mans. 1925 fuhr er gemeinsam mit seinem Landsmann Giorgio Rubbietti einen Diatto 35. Das Duo wurde mangels zurückgelegter Distanz nicht klassiert. 

## Statistik

### Le-Mans-Ergebnisse
| Jahr | Team                                   | Fahrzeug       | Teamkollege       | Platzierung     | Ausfallgrund |
| ---- | -------------------------------------- | -------------- | ----------------- | --------------- | ------------ |
| 1925 | Societa Anonima Autocostruzioni Diatto | Diatto Tipo 35 | Giorgio Rubbietti | nicht klassiert |              |